# アイリス町
アイリス町（あいりすちょう）は、三重県亀山市の町。町内は、1998年（平成10年）に開発された、亀山市有数の大規模住宅団地「アイリスヒルズ」である。2025年（令和7年）1月1日現在の人口は1,075人、2020年（令和2年）10月1日現在の面積は0.204033982 km2。

## 地理
亀山市東部に位置する。市の地域区分では亀山地区に属し、亀山第2圏域の城北地区まちづくり協議会の管内である。西・北・東にかけて椿世町（つばいそちょう）と接し、南は亀田町と接する。南縁・亀田町との境界を亀田川、北縁・椿世町との境界を椿亀川（つばきかわ）が流れる。
町内は、京都府城陽市に本社を置く株式会社ファクトが開発し、日本土建が施工した大規模住宅団地・アイリスヒルズである。1区画当たりの面積は181.77 - 280.45 m2、区画総数は約700で、南側は低層住宅街となっているが、社会経済情勢により、北側は暫定的に太陽光発電施設「メガソーラーアイリス」として運用している。
都市計画法上の用途地域の指定は受けていないが、亀山市は2024年（令和6年）11月に住民説明会を開くなど、用途地域指定に向けて準備を進めている。町域の大部分が第一種低層住居専用地域、一部は第一種住居地域となる予定である。ただし、町内にはすでに建築協定があり、用地地域指定による影響はほとんどないとされる。町内の上水道は亀山市の第4水源（地下水由来）に属するアイリスヒルズ加圧ポンプ系から供給されている。

### 学区
市立小・中学校に通う場合、学区は以下の通りとなる。
| 丁目       | 番・番地等 | 小学校       | 中学校     |
| ---------- | ---------- | ------------ | ---------- |
| アイリス町 | 全域       | 亀山西小学校 | 亀山中学校 |

アイリス町から亀山西小学校までの通学路は2.6 km のルートと2.9 km のルートがあり、徒歩で通学すると1時間から1時間10分程度かかる。2.6 km のルートは交通量が多く歩道がないため、2.9 km のルートで通学する児童が多い。

### 公園
町内の公園・緑地では、アイリス刈り刈り隊や塚越の緑地を守る会がボランティアとして美化活動を行っている。
- アイリス町中央公園（0.31 ha）[WEB 19]
- アイリス町第一公園（0.29 ha）[WEB 19]
- アイリス町第二公園（0.03 ha）[WEB 19]
- アイリス町第三公園（0.06 ha）[WEB 19]
- アイリス町第四公園（0.06 ha）[WEB 19]
- アイリス町第五公園[WEB 20]

## 歴史

### 沿革
- 1997年（平成9年）10月28日 - 椿世町の一部と亀田町津船360の1の区域をもって、亀山市アイリス町が成立する[WEB 1]。

### 人口の変遷
国勢調査による人口および世帯数の推移。
| 2000年（平成12年） | 55世帯 174人  |  |
| 2005年（平成17年） | 93世帯 315人  |  |
| 2010年（平成22年） | 199世帯 673人 |  |
| 2015年（平成27年） | 270世帯 923人 |  |
| 2020年（令和2年）  | 291世帯 987人 |  |

### 町名の変遷
| 実施後     | 実施年月日     | 実施前 |
| ---------- | -------------- | --- |
| アイリス町 | 1997年10月28日 | 椿世町字黒谷884、884の1、884の2、890、891の2、892の1、894の1、906の1、907の1、908、908の1から908の3まで、929、929の1、969、977、977の1、977の2、993の1、1015の2、1015の5及びこれらの区域に介在する道路である国有地の全部 椿世町字菅田1の1、1の3、1の4、2の3、3、3の1、3の2、4、5の1、31の2から31の4まで及びこれらの区域に隣接介在する道路である国有地の全部 椿世町字塚越784、784の1、784の2、785の3、785の4、785の6、803の1、803の3から803の6まで、821の3、822の1、822の3、823の2、823の4、825の4、825の5、826の2、828の2、828の3、829の2、830の2、831、832の2、838の2、838の3、845、845の1、861の2、862の2、863の1、863の2、863の4、864の3、865の2、866の4、870の5、870の7、871の2、874の3及びこれらの区域に隣接介在する道路である国有地の全部 亀田町津船360の1 |

## 交通

### 鉄道
最寄り駅はJR関西本線・紀勢本線亀山駅で、駅から2.2 km ほど離れている。

### 路線バス
2025年2月現在、アイリス町には亀山市コミュニティバスが乗り入れており、アイリス南、アイリス西の2つのバス停がある。野登ルートは両方、東部ルートはアイリス南バス停のみ乗り入れている。
- ■ 野登ルート 亀山駅前
- ■ 野登ルート 池山西
- ■ 東部ルート 亀山駅前
- ■ 東部ルート 総合保健福祉センター前
- ■ 東部ルート 東野口

### 道路
- 三重県道302号亀山停車場石水渓線 - アイリス町の西縁を通り、椿世町との境を成す[1]。
- 亀山市道亀田川合線[WEB 27]
- 亀山市道アイリス26号線[WEB 27]

## 施設
- みえ呼吸嚥下リハビリクリニック[WEB 28]
- メディカルホーム 七色の街（サービス付き高齢者向け住宅）[WEB 29]

### WEB
1. 1 2 3 4 5  三重県知事 北川正恭 (1997年10月28日). “平成9年10月28日三重県告示第1118号”. 町の区域を設定する旨の届出.   三重県. 2025年2月11日閲覧。
2. 1 2  “数字でみる亀山市 令和5年度版”.   亀山市. 2025年2月11日閲覧。
3. 1 2  総務省統計局統計調査部国勢統計課 (2022年2月10日). “令和2年国勢調査の調査結果(e-Stat) - 男女別人口，外国人人口及び世帯数－町丁・字等”.   総務省. 2025年1月17日閲覧。
4. 1 2  “三重県亀山市の町丁・字一覧”.   人口統計ラボ. 2025年1月16日閲覧。
5. ↑  “読み仮名データの促音・拗音を小書きで表記するもの(zip形式) 三重県” (zip).   日本郵便 (2024年12月27日). 2025年1月16日閲覧。
6. ↑  “市外局番の一覧” (PDF).   総務省 (2022年3月1日). 2022年3月22日閲覧。
7. ↑  “都道府県 ナンバープレート表示” (PDF).   国土交通省. 2025年1月16日閲覧。
8. 1 2  “亀山市の町別の人口と世帯数”.   亀山市市民文化部市民課戸籍住民グループ (2025年1月1日). 2025年2月11日閲覧。
9. ↑  “自動車登録関係コード検索システム”.   国土交通省. 2025年2月11日閲覧。
10. 1 2  “理由書”.   亀山市. 2025年2月11日閲覧。
11. 1 2 3 4 5 6  “アイリス町の用途地域の指定について”.   亀山市建設部都市整備課 (2024年11月15日). 2025年2月11日閲覧。
12. 1 2  “亀山市まちづくり協議会別町名一覧”.   鈴鹿亀山地区広域連合. 2025年2月11日閲覧。
13. ↑  “城北地区”.   亀山市社会福祉協議会. 2025年2月11日閲覧。
14. 1 2 3  “アイリスヒルズの概要”.   ファクト. 2025年2月11日閲覧。
15. ↑  “水源”.   亀山市. 2025年2月11日閲覧。
16. ↑  “小・中学校の就学等について”.   亀山市教育委員会事務局学校教育課学事教職員グループ (2018年3月26日). 2019年9月16日閲覧。
17. 1 2  “平成30年12月定例会会議録”.  亀山市議会. pp. 198-199 (2018年12月). 2025年2月11日閲覧。
18. ↑  “亀山市公園等環境美化ボランティア推進事業の実施について”.   亀山市建設部都市整備課市街地整備グループ (2024年5月22日). 2025年2月11日閲覧。
19. 1 2 3 4 5  “亀山市都市公園”. 亀山市都市公園.   亀山市地域社会振興会. 2025年2月11日閲覧。
20. ↑  “亀山市都市公園カルテ”. 公園No.57.   亀山市地域社会振興会. 2025年2月11日閲覧。
21. ↑  総務省統計局 (2014年5月30日). “第１次基本集計に関する集計 2 男女別人口及び世帯数 － 町丁・字等” (CSV). 2025年1月17日閲覧。
22. ↑  総務省統計局 (2014年6月27日). “第１次基本集計に関する集計 2 男女別人口及び世帯数 － 町丁・字等” (CSV). 2025年1月17日閲覧。
23. ↑  総務省統計局 (2012年1月17日). “人口等基本集計に関する集計 2 男女別人口及び世帯数 －町丁・字等”. 2025年1月17日閲覧。
24. ↑  総務省統計局統計調査部国勢統計課 (2017年1月27日). “人口等基本集計に関する集計 2 男女別人口及び世帯数 －町丁・字等”.   総務省. 2025年1月17日閲覧。
25. 1 2  “亀山市公共交通マップ”.   亀山市政策部政策推進課交通政策グループ (2024年4月1日). 2024年11月2日閲覧。
26. ↑  “三重県亀山市アイリス町のバス停一覧”. NAVITIME.  ナビタイムジャパン. 2025年2月11日閲覧。
27. 1 2  “通学路に係るPTA要望一覧【令和6年度】”.   亀山市. 2025年2月11日閲覧。
28. ↑  “亀山市の医療機関”.   亀山市. 2025年2月11日閲覧。
29. ↑  “メディカルホーム 七色の街”. サービス付き高齢者向け住宅提供システム.   高齢者住宅協会. 2025年2月11日閲覧。

### 書籍
1. 1 2 3  昭文社 2020, p. 33.